# 安迪·道森
安德魯·史超活·"安迪"·多遜（英語：Andrew Stuart "Andy" Dawson，1978年10月20日—）是一名英格蘭足球運動員，司職後衛，現時效力英冠球會侯城。他擅長遠射，而且處理罰球亦有一手。

## 生平
安迪·多遜在北约克郡北阿勒顿出生，一門三傑均以足球為事業，他是現時效力熱刺的米高·多遜的兄長，而另一名弟弟奇雲·多遜（Kevin Dawson）曾效力車士打菲特。三兄弟一同在諾定咸森林出道，但僅為一隊上陣1場便離隊轉投斯肯索普。
2003年5月16日安迪·多遜以自由身免費加盟第四級聯賽的丙組球會侯城，成為時任領隊彼得·泰勒的左閘不二之選，侯城於2003/04年及2004/05年兩季連續升班上英冠。2006/07年球季他獲選侯城年度最佳球員侯城。2007/08年球季侯城透過附加賽取得升班英超資格，使安迪·多遜與隊友（Ian Ashbee）、和（Ryan France）成為少數為球隊在四級聯賽中角逐的球員之一。
2011年1月3日安迪·多遜同意與侯城續約一年，並使他效力滿10年可以安排舉行紀念賽。
2013年5月16日，剛獲升上英超資格的侯城宣佈有12位球員不獲續約安迪·多遜為其中之一。
2013年5月30日，剛要降落英乙作賽的斯肯索普與安迪·多遜簽一年球員兼教練合約。

## 榮譽
侯城
- 英格蘭足球丙組聯賽亞軍：2003/04年；
- 英格蘭足球甲級聯賽亞軍：2004/05年；
- 英格蘭足球冠軍聯賽附加賽冠軍：2007/08年；

個人
- 丙組PFA年度最佳陣容：2003/04年；
- 侯城年度最佳球員：2006/07年；

## 外部連結
- 足球数据库：安迪·多遜的球员统计数据
- 侯城官網簡歷